# (16045) 1999 HU2
(16045) 1999 HU2 là một tiểu hành tinh nằm ở rìa ngoài của vành đai chính. Nó được phát hiện qua chương trình tiểu hành tinh Beijing Schmidt CCD ở trạm Xinglong ở tỉnh Hồ Bắc, Trung Quốc ngày 22 tháng 4 năm 1999.